# Partit Popular La nostra Eslovàquia
Kotleba - Partit Popular Nostra Eslovàquia (en eslovac: Kotleba - Ľudová strana Naši Slovensko), és un partit polític d'extrema dreta a Eslovàquia. És liderat per Marian Kotleba, exgovernador de la Regió de Banská Bystrica.

## Història
Els orígens del partit estan estretament relacionats amb l'agrupació nacionalista Germanor Eslovaca. Els membres del moviment van tractar de presentar-se a les eleccions de 2006 amb el nom d'Unió Eslovaca - Partit Nacional, però el Tribunal de Justícia va dissoldre el partit per activitats anticonstitucionals. En lloc de fundar un partit completament nou, els membres de la Unió Eslovaca sota el lideratge de Marian Kotleba van ingressar al petit Partit d'Amics del Vi que havia existit des de 2000, canviant el seu nom a Partit Popular de Solidaritat Social al maig de 2009 i després a Partit Popular - Nostra Eslovàquia a principis de 2010. Aquell mateix any va participar en les eleccions parlamentàries, obtenint un 1.3 % dels vots. I va obtenir una votació similar a les eleccions parlamentàries de 2012 i a les eleccions al Parlament Europeu de 2014, amb un 1.6% i 1.7% respectivament.
Al novembre de 2015, va adquirir la seva denominació actual. El seu primer èxit electoral va tenir lloc a les eleccions parlamentàries de 2016, en les quals va obtenir un 8% dels vots i 14 escons al Parlament d'Eslovàquia.

## Ideologia
El partit fonamenta la seva ideologia en el llegat de Jozef Tiso, i la seva plataforma inclou una retòrica anti-gitana, el control d'immigració, la defensa dels valors cristians, el paternalisme en temes econòmics, préstecs nacionals sense interessos, rebuig de les unions civils del mateix sexe, reemplaçament de l'euro per la corona eslovaca, i el principi de llei i ordre, el rebuig a la idea d'igualtat, i les crítiques al lideratge actual del país i la política exterior. Desitja retirar l'exèrcit eslovac de les missions a l'estranger i que Eslovàquia abandoni la Unió Europea, la Unió Monetària Europea i l'OTAN. El partit s'oposa a les ajudes socials.
Segons Ján Lunter, un polític eslovac: "Els veritables creients són pocs en nombre. Amb l'explosió de la pobresa i la desocupació de llarga durada, les propostes radicals estan donant en el clau".

## Resultats electorals

### Consell Nacional
| Any  | Líder          | Vots    | %          | Escons   | +/– | Govern            |
| ---- | -------------- | ------- | ---------- | -------- | --- | ----------------- |
| 2010 | Marian Kotleba | 33,724  | 1.33 (#10) | 0 / 150  | Nou | Extraparlamentari |
| 2012 | Marian Kotleba | 40,460  | 1.58 (#10) | 0 / 150  | =   | Extraparlamentari |
| 2016 | Marian Kotleba | 209,779 | 8.04 (#5)  | 14 / 150 | 14  | Oposició          |
| 2020 | Marian Kotleba | 229,581 | 7.97 (#4)  | 17 / 150 | 3   | Oposició          |
| 2023 | Marian Kotleba | 25,003  | 0.84 (#12) | 0 / 150  | 17  | Extraparlamentari |

### Eleccions presidencials
| Any  | Candidat       | 1a volta | 1a volta    | 2a volta | 2a volta | Resultat |
| Any  | Candidat       | Vots     | %           | Vots     | %        | Resultat |
| ---- | -------------- | -------- | ----------- | -------- | -------- | -------- |
| 2019 | Marian Kotleba | 222,935  | 10,39 / 100 |          |          | Derrota  |
| 2024 | Marian Kotleba | 12,771   | 0,57 / 100  |          |          | Derrota  |

### Parlament Europeu
| Any  | Líder          | Vots    | %          | Escons | +/– | Grup |
| ---- | -------------- | ------- | ---------- | ------ | --- | ---- |
| 2014 | Martin Beluský | 9,749   | 1.73 (#11) | 0 / 13 | Nou | -    |
| 2019 | Martin Beluský | 118,995 | 12.07 (#3) | 2 / 14 | 2   | NI   |
| 2024 | Marian Kotleba | 7,103   | 0.48 (#13) | 0 / 15 | 2   | -    |